# Хохлов, Александр Степанович
Алекса́ндр Степа́нович Хохло́в (6 июля 1916 года, Москва — 9 июля 1997 года, там же) — советский и российский биохимик, член-корреспондент АН СССР (1964), академик РАН (1992).

## Биография
Родился 6 июля 1916 года в Москве.
Закончил в 1941 году Московский институт тонкой химической технологии, по специальности химик-технолог.
Участник Великой Отечественной войны в действующей армии.
После войны поступил и в 1948 году окончил аспирантуру Института биологической и медицинской химии АМН СССР, где работал до 1952 года. Темой кандидатской диссертации стало «Гидролитическое и окислительно-гидролитическое расщепление хинонов различных степеней окисления». В это время А. С. Хохлов работал совместно с М. М. Шемякиным. Результатом плодотворных трудов стал глобальный анализ мировой литературы и обобщение данных в области антибиотиков — новейшего по тем временам класса биологически активных соединений. Полученная информация затем легла в основу монографий «Химия антибиотических веществ» (первое изд. 1949, второе изд. 1952) и «Химия антибиотиков» (1961). В 1952 году перешёл заведующим химической лабораторией в Институт экспериментальной патологии и терапии рака, в 1954 году во ВНИИ антибиотиков (параллельно с 1957 года работал в Институте органической химии АН СССР).
С 1959 по 1982 год — заведующий лабораторией выделения и очистки природных соединений Института химии природных соединений АН СССР (сейчас Институт биоорганической химии имени М. М. Шемякина и Ю. А. Овчинникова РАН, в 1960—1980 годах также заместитель директора), в 1962 году защитил докторскую диссертацию.
В 1961 году вступил в КПСС.
В 1971—1988 годах — заместитель главного учёного секретаря АН СССР, затем до конца жизни научный советник Института микробиологии АН СССР.
Умер 9 июля 1997 года в Москве. Похоронен на Троекуровском кладбище. На надгробии А. С. Хохлова изображены сарколизин и А-фактор актиномицетов — одни из крупных тематик его исследований.
Жена — Юдифь Матвеевна Хохлова (1918—2005) — сотрудник Института микробиологии АН СССР, специалист в области биохимии и микробиологии. Имеет ряд патентов в области микробиологии. Кандидат наук с 1967 года.

## Научная и общественная деятельность
Основные научные труды А. С. Хохлова посвящены биологически активным соединениям, в частности, антибиотикам, гормонам, ауторегуляторам микроорганизмов и противоопухолевым веществам. А. С. Хохловым опубликовано более трех сотен научных работ, среди которых есть семь монографий. На основании своих исследований А. С. Хохлов разработал практически полезные подходы к получению биологически активных соединений, воплотившиеся в 24 авторских свидетельства.
А. С. Хохлов впервые синтезировал множество веществ, имеющих перспективы в роли лекарственных препаратов. Во время работы в Институте экспериментальной патологии и терапии рака АМН СССР им был получен сарколизин (4-[бис-(2-(хлороэтид)амино]-L-фенилаланин), долгое время сохранявший лучшие показатели в лечении ряда раковых заболеваний. Большие работы были проделаны в области химии антибиотических веществ (полимицин, альбофунгин, актиноксантин, полимиксин М и др.), из которых многие были получены впервые под руководством А. С. Хохлова.
А. С. Хохлов разработал промышленные методы синтеза антибиотика хлорамфеникола (левомицетина), способы выделения и очистки полимексина М и феноксиметилпенициллина, которые затем были внедрены в производство.
А. С. Хохловым в ИХПС АН СССР была проведена большая работа по установлению строения ряда антибиотиков, в частности актиноксантина, некоторых стрептотрициновых и ряда железосодержащих антибиотиков. Важное значение имели работы А. С. Хохлова в области ауторегуляторов микроорганизмов. Международное признание получило открытие и подробное изучение А-фактора актиномицетов. Интересно отметить, что его жена Ю. М. Хохлова также занималась исследованиями в области жизнедеятельности этих микроорганизмов.
- Член Ученого совета ИХПС АН СССР
- Член Всесоюзного комитета по антибиотикам
- Член Технического совета медицинской промышленности
- Член редколлегии журнала «Антибиотики»
- Член редколлегии международного журнала «Journal of Antibiotics» (с 1980)
- Председатель Научного совета по проблемам биоорганической химии АН СССР

## Личные качества

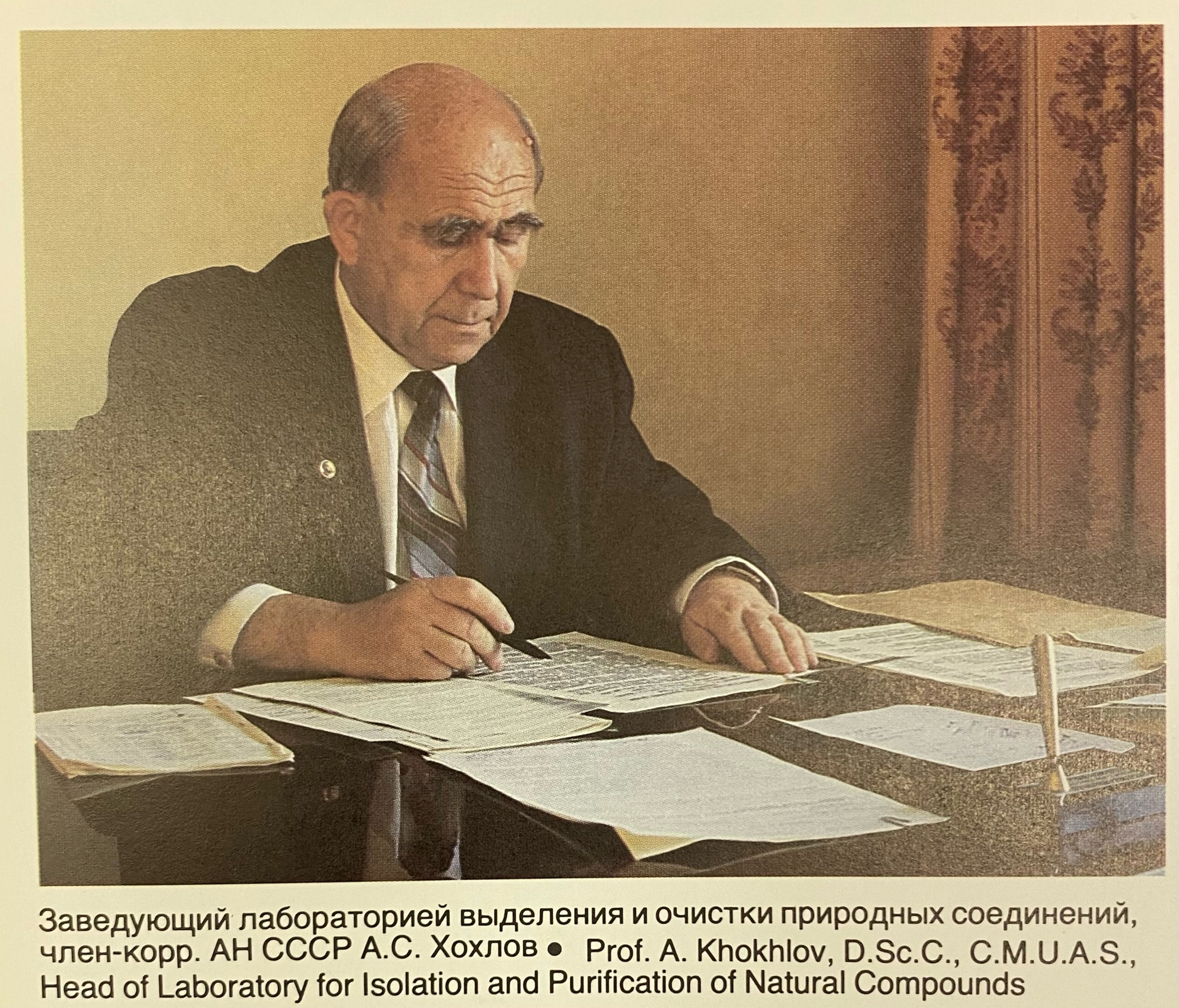
Член-корр. АН СССР А. С. Хохлов

Ученики и друзья А. С. Хохлова оценивали его как мудрого учителя, талантливого педагога и наставника. Эти качества подтверждаются тем, что под его руководством защищено 2 докторские и более 20 кандидатских диссертаций. Многие ученые-коллеги А. С. Хохлова в нашей стране и за рубежом уважали его готовность к обсуждениям, научную эрудицию и доброжелательное отношение. А. С. Хохлов запомнился не только как талантливый ученый, но и как организатор науки. Признание его способностей на мировом уровне демонстрирует членство в редколлегии журнала Journal of antibiotics.

## Основные работы
- Шемякин М. М., Хохлов А. С. Химия антибиотических веществ. — М.-Л.: Госхимиздат, 1949. — 454 с.
- Шемякин М. М., Хохлов А. С., Колосов М. Н. и др. Химия антибиотиков, т. 1, М.: Изд-во АН СССР, 1961, 774 с.
- Шемякин М. М., Хохлов А. С., Колосов М. Н. и др. Химия антибиотиков, т. 2, М.: Изд-во АН СССР, 1961, 1550 с.
- Хохлов А. С., Овчинников Ю. А. Химические регуляторы биологических процессов. М.: Знание, 1969, 142 с.
- Блинов Н. О., Хохлов А. С. Бумажная хроматография антибиотиков. М.: Наука, 1970, 364 с.

## Награды
- Орден Октябрьской Революции
- Орден Трудового Красного Знамени (1975)
- Юбилейная медаль «Двадцать лет Победы в Великой Отечественной войне 1941—1945 гг.» (1965)
- Юбилейная медаль «50 лет Вооружённых Сил СССР» (1968)
- Медаль «В ознаменование 100-летия со дня рождения Владимира Ильича Ленина» (1970)
- Значок «Отличнику здравоохранения» (1957)